# Beautiful Amulet
「Beautiful Amulet」（ビューティフル・アミュレット）は、田村ゆかりの13枚目のシングル。2007年8月1日にキングレコードから発売された。

## 概要
初回盤のみデジパック仕様となっている。 なおこのシングルはTVスポット用の映像はあるものの、フルサイズのPVは制作されていない。
本作の選曲では、田村自身は特に意見せず、テレビアニメのエンディングテーマということでスタッフに任せた結果、「Beautiful Amulet」が表題曲となった。『A&Gメディアステーション こむちゃっとカウントダウン』のこむチャートでは、首位獲得と連覇を達成した。

## 収録曲
1. Beautiful Amulet [4:32]
作詞：椎名可憐、作曲・編曲：太田雅友
  - テレビアニメ『魔法少女リリカルなのはStrikerS』後期エンディングテーマ
  - 同アニメの第26話（最終回）では「イントロを長めにしたフルサイズバージョン」が使用されたが、こちらのバージョンは現時点では市販化されていない。
2. 虹色バルーン [4:34]
作詞：三井ゆきこ、作曲・編曲：太田雅友
3. Jelly Fish [4:45]
作詞：三井ゆきこ、作曲：marhy、編曲：Dux
  - 文化放送系ラジオ『田村ゆかりのいたずら黒うさぎ』エンディングテーマ（2007年10月 - 2008年1月）
4. 恋するラズベリー [4:10]
作詞：羽月美久、作曲：磯崎健史、編曲：小松一也

## 収録アルバム
| 曲名             | 収録アルバム                   | 発売日         | 備考                  |
| ---------------- | ------------------------------ | -------------- | --------------------- |
| Beautiful Amulet | 『十六夜の月、カナリアの恋。』 | 2008年2月27日  | 6thオリジナルアルバム |
| Beautiful Amulet | 『Everlasting Gift』           | 2012年10月17日 | 2ndベストアルバム     |